# XXXX. Armeekorps
XXXX. Armeekorps var en tysk armékår under andra världskriget. Kåren sattes upp den 26 januari 1940.

## Fall Gelb

### Organisation
Armékårens organisation den 8 juni 1940:
- 87. Infanterie-Division
- 44. Infanterie-Division

## Operation Blå

### Organisation
Armékårens organisation den 24 juni 1942:
- 336. Infanterie-Division
- 3. Panzer-Division
- 23. Panzer-Division

## Slaget om Moskva

### Organisation
Armékårens organisation den 2 oktober 1941:
- 2. Panzer-Division
- 10. Panzer-Division
- 258. Infanterie-Division

## Befälhavare
Kårens befälhavare:
- General der Kavallerie Georg Stumme 1 januari 1933–14 januari 1942
- Generalleutnant Hans Zorn 15 januari 1942–16 februari 1942

Stabschef:
- Oberst Eberhard von Kurowski 5 februari 1940–10 maj 1942